# Stintino
Stintino (en sasserès, Isthintini) és un municipi italià, dins de la província de Sàsser. L'any 2007 tenia 1.570 habitants. Es troba a la regió de Nurra. Limita amb el municipi de Sàsser, del que es va independitzar el 1988.

## Administració
| Període | Identitat     | Partit        |
| ------- | ------------- | ------------- |
| 2006-   | Antonio Diana | Llista cívica |